# چاخ‌لق دونواره
چاخ‌لق دونواره یا زانوکلفت دونواره (نام علمی: Hesperoburhinus bistriatus) یک چاخ‌لقاست، گروهی از وادرها از خانواده Burhinidae. نام عمومی به مفصل برجسته در پاهای بلند خاکستری سبزفام و bistriatus به دو نوار در الگوی سر اشاره دارد.